# Суксов, Геннадий Ильич
Геннадий Ильич Суксов (1916—1987) — советский инженер-механик, лауреат Ленинской премии 1966 года.
Окончил школу горнопромышленного ученичества (1932) и Томский политехнический институт (1939).
В 1939—1950 работал на Новосибирском заводе «Сибсельмаш», с 1950 — в Институте горного дела им. Н. А. Чинакала Сибирского отделения РАН, в 1964—1981 заведующий лабораторией бурения.
Кандидат технических наук (1964).
Ленинская премия 1966 года — за участие в разработке научных основ, создании и внедрении в производство комплекса высокопроизводительных механизмов для бурения скважин в подземных условиях.